# Riboflavin-5-nátriumfoszfát
A riboflavin-5-nátriumfoszfát (E106) egy adalékanyag, mely kémiailag nagyon közel áll a riboflavin-5′-foszfát-hoz (E101a). A szervezetbe való bekerülése után nagyon gyorsan riboflavinná (E101) azaz B2 vitaminná alakul. Kisbabáknak, kisgyerekeknek szánt élelmiszerekben gyakori, mint például bébiételek, lekvárok, tejtermékek és édességek.